# 昂格施泰因山
47°30′45″N 13°29′23.5″E / 47.51250°N 13.489861°E

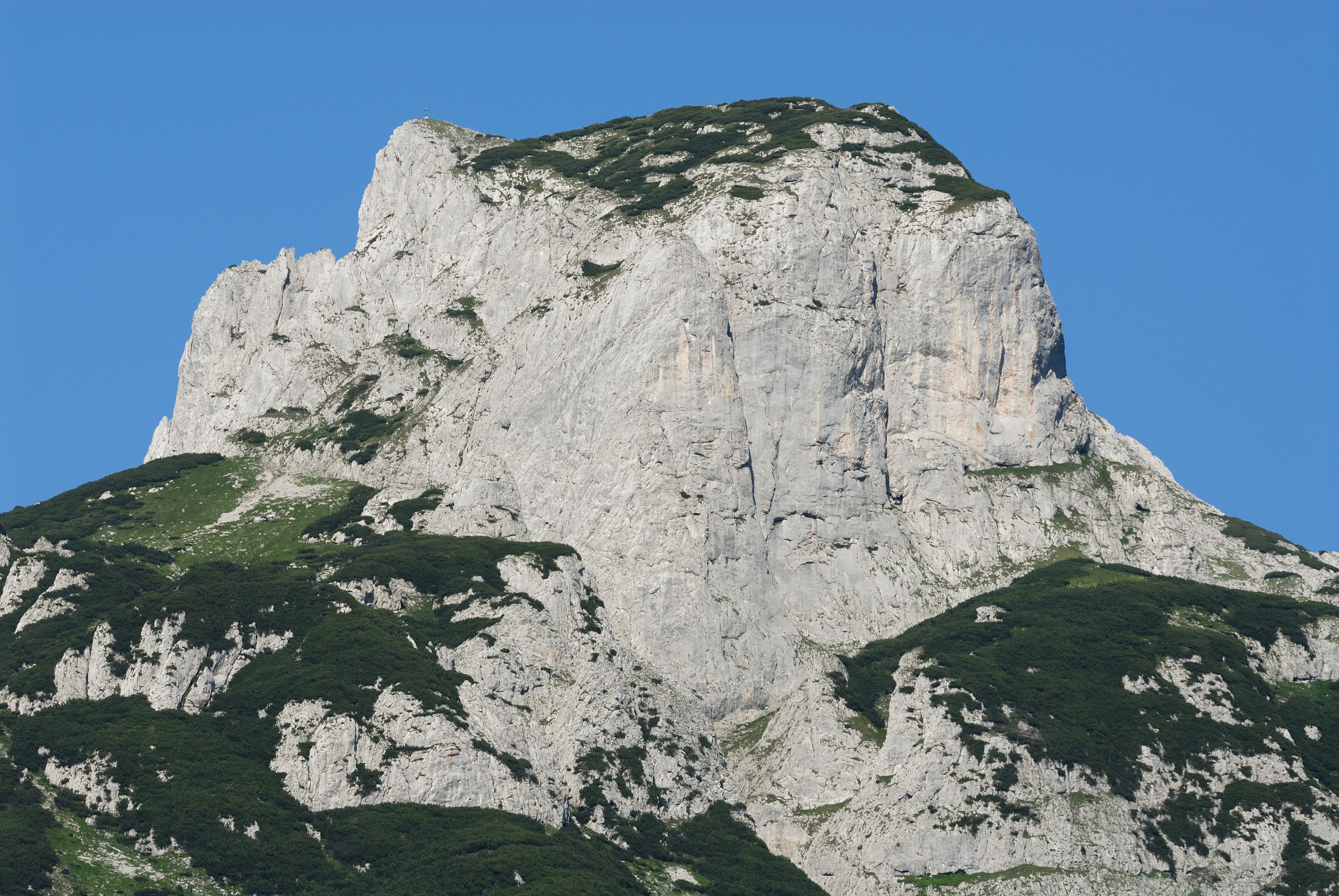

昂格施泰因山（德語：Angerstein），是奧地利的山峰，處於上奧地利州和薩爾茨堡州接壤的邊界，屬於达赫施泰因山脉的一部分，距離曼德爾科格爾山0.2公里，海拔高度2,100米。